# Dorfkirche Hohendorf

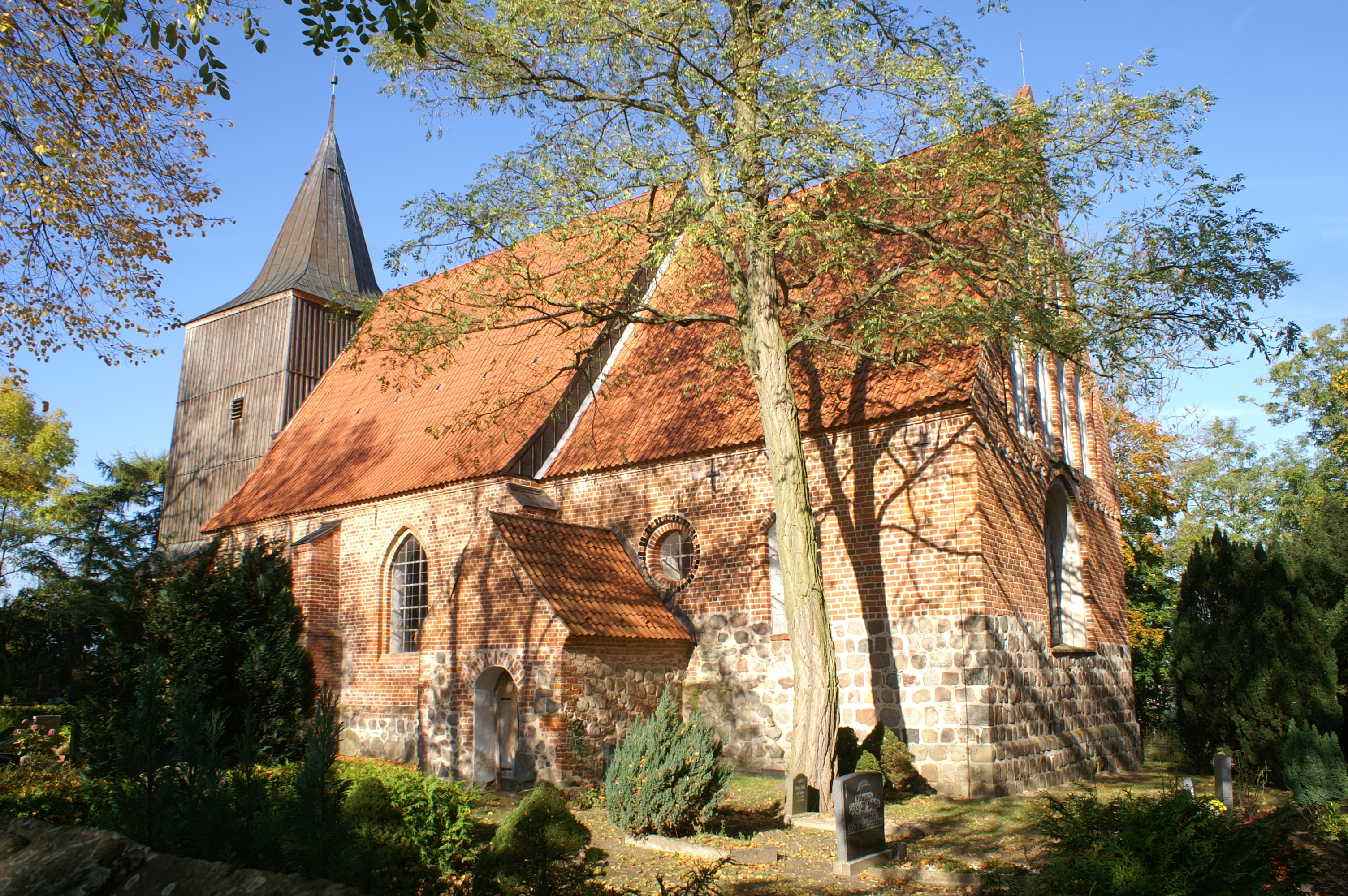
Dorfkirche Hohendorf

Die Dorfkirche Hohendorf ist eine Kirche aus dem 13. Jahrhundert im Wolgaster Stadtteil Hohendorf im Landkreis Vorpommern-Greifswald. Sie gehört zur Kirchengemeinde Katzow in der Propstei Demmin des Kirchenkreises Pommern in der Evangelisch-Lutherischen Kirche in Norddeutschland.
Die Kirche befindet sich auf dem Kirchberg, einer nach Norden und Osten steil abfallenden Anhöhe.

## Geschichte und Beschreibung

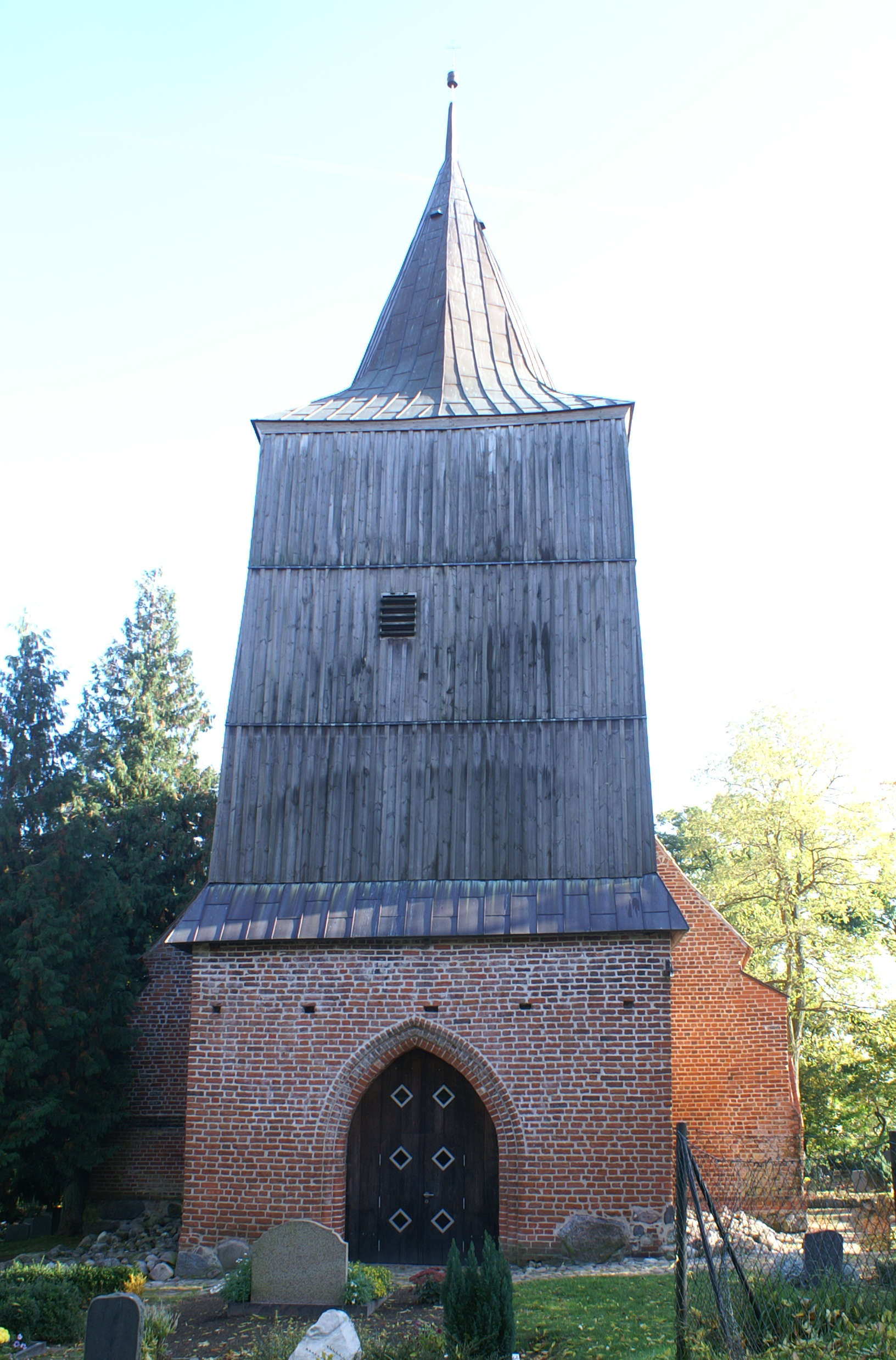
Kirchturm

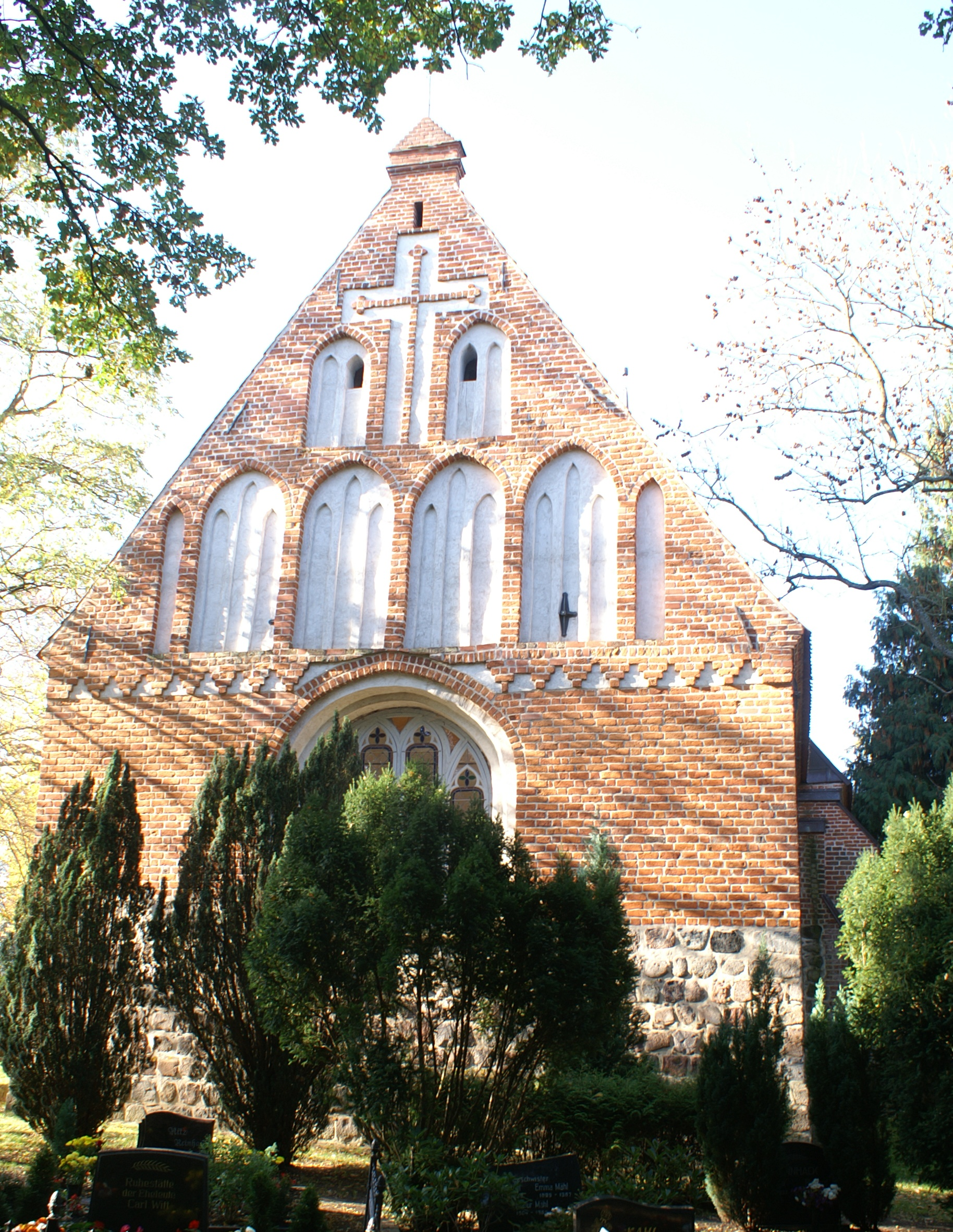
Ostgiebel

Der Rechteckchor ist der älteste Teil der Kirche und wurde in der zweiten Hälfte des 13. Jahrhunderts errichtet. Das Kirchenschiff wurde als zweijochiger gotischer Saalbau aus Feldstein und Backstein im Laufe des 14. Jahrhunderts, der quadratische Westturm um 1400 gebaut. Der hölzerne Oberbau des spitzgehelmten Turmes und der obere Teil des Chorabschlusses stammen aus dem 16. Jahrhundert. Umfangreiche Sanierungsmaßnahmen, bei denen die Umfassungsmauern aus Feldsteinen wiederhergestellt wurden, erfolgten 1771.
Kirchenschiff und Chor bestehen bis zur halben Höhe aus Feldsteinquadern, der obere Teil wurde in Backstein ausgeführt. An der Südseite des Chores befindet sich eine Vorhalle mit rundbogiger Pforte. Eine Pforte an der Nordseite wurde vermauert. Rechts neben der zugemauerten Pforte befindet sich eine weiß verputzte, spitzbogenförmige Aussparung an einem der Strebepfeiler. An der Ostseite des Chores befindet sich ein vierbahniges Rundbogenfenster. Der darüberliegende Dachgiebel ist durch einen Zickzackfries abgeteilt, über dem sich vier dreiteilige Spitzbogenblenden befinden. Oben ist ein lateinisches Kreuz als Putzblende ausgeführt, flankiert von zwei zweibahnigen Spitzbogenblenden.
An der Südseite des Schiffes befindet sich in Wandvorlage ein vermauertes, abgestuftes Portal und darüber ein Spitzbogenfenster. Am Westgiebel sind weitere Blendenverzierungen zu sehen. Das spitzbogige Westportal des Turmes hat dreifach abgestufte Gewände. Die beiden Glocken der Kirche stammen von 1879.
Das Kirchenschiff hat eine flache Holzbalkendecke. Ein gedrungener spitzbogiger Triumphbogen trennt das Schiff vom Kreuzrippengewölbe des Chores. 1842 wurde die Ausstattung vollständig erneuert. Die Kanzel, Orgel und Orgelempore, das Patronatsgestühl sowie ein Gemälde, das einen segnenden Christus zeigte, stammen aus dieser Zeit.
Ende der 1980er Jahre wurde Sanierungen des Daches und der Fußböden durchgeführt. Dabei entfernte man die Ausstattung von 1842, um Platz für die Renovierung zu schaffen. Lediglich die Orgelempore blieb erhalten. Die Kanzel sowie die Kerzenständer stiftete eine ortsansässige Firma. Ein Großteil der Ausstattung aus Holz wurde vom örtlichen Tischlereimeister Ulrich Pens angefertigt und gespendet.
Auf dem Friedhof befinden sich alte Grabplatten von Klaus und Anna von Köller (1559 und 1600) sowie von Dorothea und Klaus von Köller (1613 und 1615).